# IV. Izjaszláv kijevi nagyfejedelem
IV. Izjaszláv Vlagyimirovics (oroszul: Изяслав Владимирович), (1186 – 1255) kijevi nagyfejedelem 1235-től 1236-ig.
Vlagyimir Igorevics galíciai fejedelem fiaként, II. Szvjatoszláv kijevi nagyfejedelem szépunokájaként – polovec fogságban – született. 1206-ban II. Roman halála után a bojárok meghívására jött Galíciába. Részt vett az 1211-es galíciai harcokban. 1226-ban a bojárok zavargása miatt elhagyta Galíciát és rokonával, Msztyiszláv Udatnival Magyarországra jött. 1231-ben Kijevbe ment, majd 1233-ban a galíciai Dániel Romanovics oldalán bekapcsolódott a magyarok elleni harcba. 1235-ben a polovecek ellen háborúzott. Még ebben az évben legyőzte rokonát IV. Vlagyimirt és Kijevet hatalmába kerítette. 1236-ban azonban elűzték. A tartárjárás alatt a Galíciában tartózkodott. 1254-ben megtámadta a galíciai Dánielt. A támadás sikertelennek bizonyult, Dániel elfogatta Izjaszlávot és valószínűleg hamarosan ki is végeztette.

## Fordítás
- Ez a szócikk részben vagy egészben  a(z)   Изяслав Владимирович (князь киевский) című orosz Wikipédia-szócikk fordításán alapul.  Az eredeti cikk szerkesztőit annak laptörténete sorolja fel. Ez a jelzés csupán a megfogalmazás eredetét és a szerzői jogokat jelzi, nem szolgál a cikkben szereplő információk forrásmegjelöléseként.